# Lo Camp del Romeret
Lo Camp del Romeret és una muntanya de 389 metres que es troba al municipi de Batea, a la comarca de la Terra Alta.